# Чхунгє (ван Корьо)
Чхунгє (кор. 충혜, 忠惠, Chunghye, Ch'unghye; 22 лютого 1315 — 30 січня 1344) — корейський правитель, двадцять восьмий володар Корьо.
Був старшим сином і спадкоємцем вана Чхунсука. Ще 1330 року батько зрікся престолу на його користь, однак за два роки за наполяганням Юань Чхунсук повернувся до влади в Корьо. Після смерті батька 1339 року Чхунгє було офіційно проголошено новим ваном держави.
Ван відомий передусім викраденнями, зґвалтуваннями та вбивствами жінок. Загалом він мав розпусний стиль життя та мало переймався державними справами.
Помер 1344 року. Після смерті Чхунгє трон успадкував його старший син Чхунмок.